# عبد الله الحمدي (لاعب كرة قدم سعودي)
عبد الله الحمدي (ولد 18 أغسطس 1972) لاعب كرة قدم سعودي سابق.

## مسيرته
هو عبد الله عبد العزيز الحمدي من مواليد 1972 في الأحساء شرق السعودية. وسبق له تمثيل نادي هجر كما مثل المنتخب السعودي. وكان يلعب الحمدي في مركز الوسط، وبدأ مسيرته الكروية في نهاية حقبة الثمانينات الميلادية واستمر حتى مطلع الألفية الثانية.
وأبرز النقاط المضيئة في مسيرته هي المساهمة مع المنتخب في الفوز بكأس العالم للناشئين عام 1989 باسكتلندا. وكان قد تحصل على بطاقة حمراء في المباراة النهائية وأجهش حينها بالبكاء في وسط الملعب في منظر أظهر مشاعر قوية. كما ساهم الحمدي أيضاً مع نادي هجر في الصعود للمرة الثانية للدوري الممتاز عام 1418هـ.

## إسهاماته الكروية
- الصعود إلى الدوري السعودي الممتاز عام 1418هـ
- الحصول على كأس العالم للناشئين 1409هـ